# Mosquer cua-rogenc
El mosquer cua-rogenc (Terenotriccus erythrurus) és una espècie d'ocell de la família dels titírids (Tityridae). És l'única espècie del gènere Terenotriccus. Habita àrees boscoses de la zona Neotropical, des de Mèxic, cap al sud a la llarga d'Amèrica Central fins a Panamà i a través de Sud-amèrica fins al sud del Perú, nord de Bolívia i centre del Brasil. El seu estat de conservació es considera de risc mínim.